# Щенниковський
Ще́нніковський (рос. Щенниковский) — кордон у складі Котельницького району Кіровської області, Росія. Входить до складу Покровського сільського поселення.
Населення становить 38 осіб (2010, 54 у 2002).
Національний склад станом на 2002 рік — росіяни 98 %.